# 三森家住宅
三森家住宅（みもりけじゅうたく）は、栃木県那須郡那須町伊王野にある、江戸時代中期享保年間、1733年の頃に建てられた当時の庄屋の古民家である。しかし、1683年（天和3年）に建てられた説もある。「三森家住宅」の名で主屋、表門（長屋門）の2棟が1968年（昭和43年）4月、重要文化財に指定されている。

## 概要
三森家は、交代名主を勤めた家柄である。
また、一族の中には、村長、町長、教育者、医師、
など村の為に救済を尽くした、人々がいる。